# 패랭이속

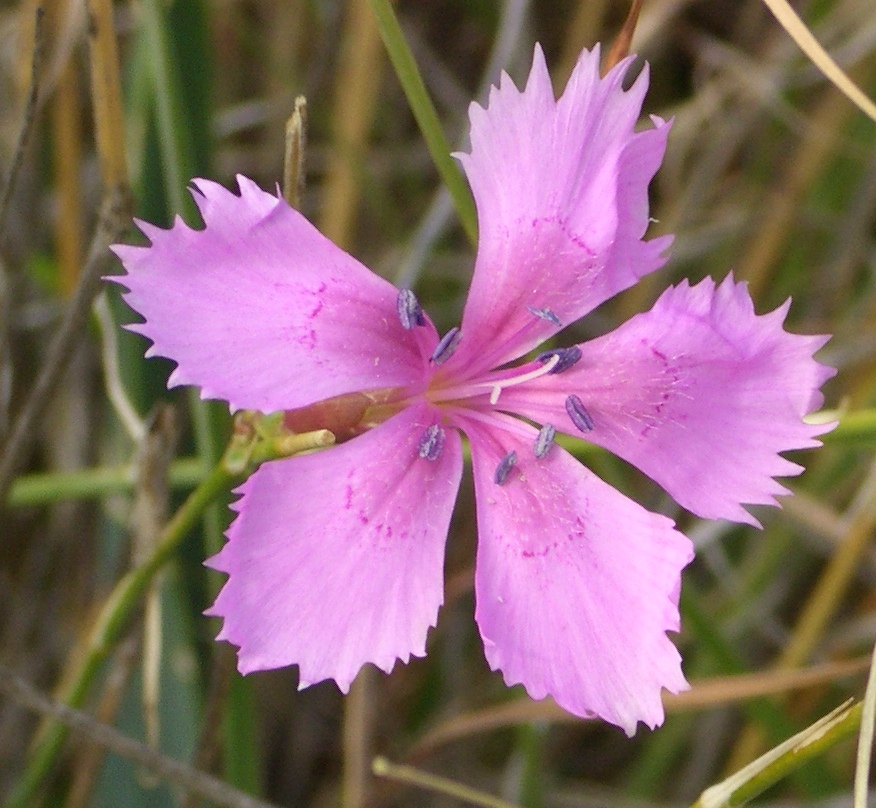

패랭이속(Dianthus)은 유럽과 아시아에서 주로 자생하는 석죽과에 속하는 약 340종의 속씨식물의 속이다. 일부 종들은 북아메리카와 남아프리카에 자생하며 한 종(D. repens)은 북극 북아메리카에 자생한다. 일반명은 카네이션(D. caryophyllus), 핑크(pink, D. plumarius and related species), 스위트 윌리엄(sweet william, D. barbatus)이 있다.

## 종
- 카네이션(Dianthus caryophyllus)
- 패랭이꽃(Dianthus chinensis)
- 수염패랭이꽃(Dianthus barbatus)
- 갯패랭이꽃(Dianthus japonicus)
- 술패랭이꽃(Dianthus superbus)

### 잡종
- 'Devon Xera' – Fire Star Dianthus[1]
- 'John Prichard'